# Subverskivbolaget
Subverskivbolaget, även kallat SUB, var ett svenskt skivbolag som drevs som kollektiv centrerat runt banden Mobben och Störningen. Skivbolaget som ingick i musikrörelsen var baserat i Uppsala och aktivt mellan 1974 och 1980. Bolaget är mest känt för singeln "Bohman Bohman" med Rävjunk som bannlystes av Sveriges Radio.

## Artister
- SUB-gruppen
- Mobben
- Störningen
- Rävjunk
- Hansa Band
- Hemkört
- Dra & dragge